# ING Bank Śląski
Die ING Bank Śląski (deutsch ING Schlesische Bank) ist eine polnische Universalbank mit Sitz in Kattowitz.

## Geschichte
1988 entstand aufgrund einer Ausgliederung des regionalen Privatkundengeschäfts der NBP die zunächst staatliche Bank Śląski. Nach der politischen Wende und dem Systemwechsel in Polen wurde sie 1991 in eine Aktiengesellschaft umgewandelt. Seit 1994 wird ihre Aktie an der Warschauer Wertpapierbörse gehandelt und ist im WIG30-Index sowie im Nebenwerteindex mWIG40 gelistet.
Größter Anteilseigner der Bank Śląski wurde 1996 die niederländische ING Groep, wodurch der Zugang zu einem internationalen Datennetzwerk sowie dem größten Banksystem ermöglicht und zugleich der Tätigkeitsbereich auf weitreichende Zahlungskartendienste, Depot- und Kreditgeschäfte erweitert wurde. 2001 erfolgte die Umbenennung in ING Bank Śląski und die Anpassung des Corporate Designs. Landesweit unterhält die ING Bank Śląski etwa 1200 Bankautomaten, 330 Zweigstellen sowie 65 Filialen der Sparte ING Express.:7

## Aktionärsstruktur
Das Grundkapital der ING Bank Śląski beträgt 130.100.000 Złoty und verteilt sich auf 92.600.000 Aktien der Serie A sowie 37.500.000 Aktien der Serie B zum Nennwert von je 1,00 Złoty.
| Aktionär                  | Anzahl gehaltener Aktien | Anteil am Grundkapital | Stimmrechtsanteil |
| ------------------------- | ------------------------ | ---------------------- | ----------------- |
| ING Bank N. V.            | 97.575.000               | 75,00 %                | 75,00 %           |
| Aviva OFE Aviva Santander | 10.923.351               | 8,40 %                 | 8,40 %            |
| Streubesitz               | 21.601.649               | 16,60 %                | 16,60 %           |